# 포츠담 회담
포츠담 회담( - 會談, 영어: Potsdam Conference, Berlin Conference of the Three Heads of Government of the USSR, USA, and UK, 러시아어: Потсдамская конференция, 독일어: Potsdamer Konferenz)은 1945년 7월 17일부터 8월 2일까지 독일 포츠담에 있는 빌헬름 폰 프로이센 황태자의 집이었던 체칠리엔호프 궁(독일어: Schloss Cecilienhof, 영어: Cecilienhof Palace)에서 개최된 회담으로, 소련, 영국과 미국 등이 회담에 참여했다. 소련의 서기장  이오시프 스탈린, 영국의 총리 클레멘트 애틀리와 미국의 대통령 해리 S. 트루먼이 각국의 대표로 참여했으며, 회담에서는 제2차 세계대전에서 패배하고 5월 8일(유럽전승기념일)에 항복한 나치 독일을 어떻게 통치할 것인지를 논의하였다. 그 외에도 전후 질서, 평화 조약, 전쟁의 영향에 대한 대응 등의 주제도 논의된 회의이다.

## 지도자들 간의 관계
얄타 회담 이후 5개월 동안 지도자들 간의 관계에 큰 영향을 줄 수 있는 많은 변화가 있었다.
첫째, 소련은 중부 유럽 지역을 점령하고 있었다. 소련군은 발트해 연안국, 폴란드, 체코 슬로바키아, 헝가리, 불가리아 및 루마니아를 효과적으로 통제했으며 이들 나라에서 탈출한 많은 난민이 발생했다. 스탈린은 폴란드에서 꼭두각시 공산 정권을 세웠다. 그는 동유럽에 대한 그의 통제는 잠재적 공격에 대응하기 위한 방어적 수단을 위한 것이라 주장했다.
둘째, 영국에는 새로운 총리가 있었다. 7월 5일 총선이 열렸으나 해외 주둔하는 군인들의 표를 집계하는데 시간이 걸려 포츠담 회담 중에 노동당의 클레멘트 애틀리 (Clement Attlee)로 총리가 바뀌었다.
셋째, 루즈벨트 대통령은 1945년 4월 12일에 사망했으며, 해리 트루먼 (Harry Truman) 부통령이 대통령직을 승계하였다. 전쟁과 연합군 단결의 이름에서 루즈벨트는 유럽의 일부에 대한 스탈린 독재 정권의 잠재적 지배에 대한 경고를 했다. 그는 "스탈린이 그런 종류의 남자가 아니라는 직감이 있다"면서 "나는 내가 할 수 있는 모든 것을 그에게 줄 수 있다면 그 대가로 아무것도 요구할 수 없다고 생각한다. 아무것도 첨부하지 않으려고 하고 나와 민주주의와 평화의 세계를 위해 노력할 것"이라고 말했다.
외교 문제에 익숙하지 않은 트루먼은 연합군의 전쟁 진행 상황을 철저히 따랐다. George Lenczowski는 "그의 비교적 겸손한 배경과 그의 귀족 전임자의 국제적인 매력 사이의 대조에도 불구하고 트루먼은 그에게 순진하고 위험한 것처럼 보이는 정책을 뒤집을 수 있는 용기와 결단력을 갖고 있었다. 또한 그에게는 즉각적이고 종종 전쟁의 요구에 의해 지시된 임시 방편과 해결책이 있었다. 전쟁이 끝나자 연합군의 우선순위가 새로운 도전으로 바뀌었다."라고 평하였다.
두 강대국은 표면적으로 완만한 관계를 지속하였으나 의심과 불신이 지속되었다. 스탈린은 소련과 미국 간의 경쟁에서 미국은 다른 국가로 하여금 미국의 정책을 따르게 하기 위해 경제적 이익 제공을 통한 자본주의적 성공을 활용할 것이라고 말하였다.
트루먼은 루즈 벨트보다 공산주의자들의 움직임에 대해 의심스럽게 생각하였으면, 스탈린에 의한 소련의 의도 또한 점점 더 의심스럽게 여겼다.. 트루먼 대통령과 그의 고문은 동유럽에서 보인 소련의 행동은 지난 2월 얄타 회담에서 스탈린과 약속한 협약과 양립할 수 없는 공격적인 팽창주의적 행보라고 보았다. 또한 포츠담 회의에서 트루먼은 연합군이 테헤란 회의에서 합의된 일정보다 빠르게 이란에서 철수하자는 처칠의 제안에 스탈린이 반대했을 때, 또 다른 문제점을 알게 되었다. 그러나 포츠담 회의는 트루먼이 직접 스탈린을 만날 수 있는 처음이자 유일한 시간이었다.

## 포츠담 협정
1. 독일
- 연합군은 비무장화, 민주화, 지방 분권화 및 탈핵화와 같은 독일 점령의 목표에 관한 성명서를 발표한다.
- 독일과 오스트리아는 각각 얄타에서 원칙적으로 동의한 4개의 구역으로 분할 되었고, 마찬가지로 각 국가의 수도인 베를린과 빈 또한 4개의 구역으로 분할하기로 합의한다
- 나치 전범들이 재판을 받게 될 것이라는 데 합의한다.
- 주데텐란트, 알자스-로렌, 오스트리아, 폴란드 서부를 포함하여 유럽에서 발생한 독일에 의한 병합은 모두 취소될 것이다.
- 독일의 동부 국경은 오데르-나이세선으로 바뀌게 되면서 독일의 크기 1937년에 비해 약 25% 감소했다. 새 국경의 동쪽 지역은 동프로이센, 실레시아, 서프로이센 및 포메라니아의 2/3로 구성된다.
- 독일의 새로운 동쪽 국경 너머 남아있는 독일 인구의 "질서 있고 인도적인" 추방이 수행되기로 합의하였다. 유고슬라비아를 제외한 폴란드, 체코 슬로바키아, 헝가리에서 독일이 발생시킨 전쟁 피해에 대한 배상을 합의하였다. 또한 독일의 평화 경제에 불필요한 서부 지역의 산업의 10 %는 2년 안에 소련에 이양하기로 합의하였다. 스탈린은 소련에 대한 보상금의 15 %를 나중에 독일에 배분하여 폴란드를 배제할 것을 제안하였다.
- 독일의 생활 수준이 유럽 평균을 초과하지 않았음을 보증하기로 합의하였다. 이를 달성하기 위해 해체할 산업의 유형과 양은 나중에 결정하기로 합의하였다.
- 독일의 전쟁 산업 잠재력을 군사 잠재력을 가진 모든 산업의 파괴 또는 통제를 함으로써 억제하기로 합의하였다. 이를 위해 모든 민간 조선소 및 항공기 공장을 해체하거나 파기하기로 합의하였다. 금속, 화학, 기계 장치 등과 같은 전쟁 잠재력과 관련된 모든 생산 능력은 연합국 통제 위원회에 의해 나중에 결정된 최소 수준으로 감축하기로 합의하였다. 따라서 "잉여"로 만들어진 생산 능력은 배상이나 다른 방법을 통해 소모 시키기로 합의하였다. 모든 연구와 국제 무역을 통제하고 경제는 분산화할 것을 합의하였다. 또한 농업과 평화로운 국내 산업에 중점을 두고 경제를 재구성하기로 합의하였다. 1946년 초, 후자의 세부 사항에 대한 추가 합의가 이루어졌다.
- 독일의 경제는 농업과 경공업으로 전환하기로 합의하였다..
- 독일의 수출은 석탄, 맥주, 완구, 직물 등으로 이루어 전쟁 전 독일의 수출의 대부분을 차지하는 중공업 제품을 대체하기로 합의하였다..

2. 폴란드
- 세 세력 모두가 인정한 임시 국가 통치 정부를 창설하기로 합의하였다. 미국, 영국, 소련이 소련의 폴란드 위성 정부를 인정함으로써 폴란드 망명 정부에 대한 국제사회의 인정은 종말을 고하였다.
- 영국 군대에서 복무했던 폴란드인들은 폴란드로 돌아갈 자유가 있어야 하며, 공산주의 국가로 복귀할 때 안전을 보장할 필요가 없다고 합의하였다.
- 임시 서쪽 국경은 오더와 네세강이 이루는 국경인 오데르-나이세선으로 하기로 합의하였다.
- 실레시아, 포메라니아, 남부 동프로이센와 단치히 자유시를 폴란드 정부의 감독 하에 두기로 합의하였다.
- 소련은 폴란드의 배상 청구를 전반적인 배상금 중 자신의 지분에서 해결할 것이라고 선언하였다.

## 같이 보기
- 포츠담 협정
- 포츠담 선언